# Kingerby Castle
Kingerby Castle var en lille bosættelse uden for Kingerby, omkring 8 km nordvest for Market Rasen, Lincolnshire.
Tidligere lå der en motte-and-baileyfæstning på stedet, som brændte ned i 1216. Motten blev herefter ændret, til at blive et plateau til en herregård som blev bygget på stedet. I 1812 blev herregården revet ned og erstattet med Kingerby Hall, som stadig eksisterer i dag.